# Micrathetis
Micrathetis is een geslacht van vlinders van de familie Uilen (Noctuidae), uit de onderfamilie Hadeninae.

## Soorten
- M. canifimbria Walker, 1866
- M. contraria Herrich-Schäffer, 1868
- M. costiplaga Smith, 1908
- M. dacula Dyar
- M. dasarada Druce, 1898
- M. tecnion Dyar, 1914
- M. triplex Walker, 1857